# إيراقن
ايراقن سويسي أو إيراقن، بلدية تابعة إقليميا إلى دائرة زيامة منصورية ولاية جيجل.